# Rajakarinaukko
Rajakarinaukko är en fjärd i Finland. Den ligger i landskapet Egentliga Finland, i den sydvästra delen av landet, 180 km väster om huvudstaden Helsingfors.
Rajakarinaukko avgränsas av Vähä-Kaita i sydväst, Harkinmaa i väster, Isolamppi i norr och Taiplax i öster. Fjärden ansluter till Tuoreenkarinaukko i norr, Taipaluksenaukko i öster, Vähän-Kaidan Aukko i söder samt Harkinsalmi i väster.